# Arrondissement Sainte-Menehould
Das Arrondissement Sainte-Menehould war eine Verwaltungseinheit im französischen Département Marne innerhalb der Region Grand Est. Hauptort (Sitz der Unterpräfektur) war Sainte-Menehould. 
Es bestand aus 67 Gemeinden und gehörte zu den am dünnsten besiedelten Regionen des Landes.

## Geschichte
Mit dem 31. März 2017 wurde der Gebietsstand des Arrondissements in das Arrondissement Châlons-en-Champagne überführt.

## Kantone
- Argonne Suippe et Vesle (mit 67 von 79 Gemeinden)

## Gemeinden
| 1. Argers (51015)                  | 2. Auve (51027)                  | 3. Belval-en-Argonne (51047)                | 4. Berzieux (51053)               |
| 5. Binarville (51062)              | 6. Braux-Sainte-Cohière (51082)  | 7. Braux-Saint-Remy (51083)                 | 8. Cernay-en-Dormois (51104)      |
| 9. Châtrices (51138)               | 10. Chaudefontaine (51139)       | 11. Contault (51166)                        | 12. Courtémont (51191)            |
| 13. Dampierre-le-Château (51206)   | 14. Dommartin-Dampierre (51211)  | 15. Dommartin-sous-Hans (51213)             | 16. Dommartin-Varimont (51214)    |
| 17. Éclaires (51222)               | 18. Élise-Daucourt (51228)       | 19. Épense (51229)                          | 20. Florent-en-Argonne (51253)    |
| 21. Fontaine-en-Dormois (51255)    | 22. Givry-en-Argonne (51272)     | 23. Gizaucourt (51274)                      | 24. Gratreuil (51280)             |
| 25. Hans (51283)                   | 26. Herpont (51292)              | 27. La Chapelle-Felcourt (51126)            | 28. La Croix-en-Champagne (51197) |
| 29. La Neuville-au-Pont (51399)    | 30. La Neuville-aux-Bois (51397) | 31. Laval-sur-Tourbe (51317)                | 32. Le Châtelier (51133)          |
| 33. Le Chemin (51143)              | 34. Le Vieil-Dampierre (51619)   | 35. Les Charmontois (51132)                 | 36. Maffrécourt (51336)           |
| 37. Malmy (51341)                  | 38. Massiges (51355)             | 39. Minaucourt-le-Mesnil-lès-Hurlus (51368) | 40. Moiremont (51370)             |
| 41. Noirlieu (51404)               | 42. Passavant-en-Argonne (51424) | 43. Rapsécourt (51452)                      | 44. Remicourt (51456)             |
| 45. Rouvroy-Ripont (51470)         | 46. Sainte-Menehould (51507)     | 47. Saint-Jean-sur-Tourbe (51491)           | 48. Saint-Mard-sur-Auve (51498)   |
| 49. Saint-Mard-sur-le-Mont (51500) | 50. Saint-Remy-sur-Bussy (51515) | 51. Saint-Thomas-en-Argonne (51519)         | 52. Servon-Melzicourt (51533)     |
| 53. Sivry-Ante (51537)             | 54. Somme-Bionne (51543)         | 55. Sommepy-Tahure (51544)                  | 56. Somme-Tourbe (51547)          |
| 57. Somme-Yèvre (51549)            | 58. Tilloy-et-Bellay (51572)     | 59. Valmy (51588)                           | 60. Verrières (51610)             |
| 61. Vienne-la-Ville (51620)        | 62. Vienne-le-Château (51621)    | 63. Villers-en-Argonne (51632)              | 64. Ville-sur-Tourbe (51640)      |
| 65. Virginy (51646)                | 66. Voilemont (51650)            | 67. Wargemoulin-Hurlus (51659)              |                                   |